# Список объектов всемирного наследия ЮНЕСКО в Непале
В списке Всемирное наследие ЮНЕСКО в Непале значится 4 наименования (на 2012 год), это составляет 0,3 % от общего числа (1248 на 2025 год). 2 объекта включены по природным критериям, причём они признаны природным феноменом исключительной красоты и эстетической важности (критерий vii) и 2 — по культурным критериям. Кроме этого, по состоянию на 2012 год, 15 объектов на территории Непала находятся в числе кандидатов на включение в список всемирного наследия. Непал ратифицировал Конвенцию об охране всемирного культурного и природного наследия 20 июня 1978 года. Первые два объекта, находящиеся на территории Непала, были занесены в список в 1979 году на 3-й сессии Комитета всемирного наследия ЮНЕСКО.

## Список
В таблице объекты расположены в порядке их добавления в список.
| # | Изображение | Название                                                                 | Местоположение     | Время создания | Год внесения в список | №   | Критерии    |
| - | ----------- | ------------------------------------------------------------------------ | ------------------ | -------------- | --------------------- | --- | ----------- |
| 1 |             | Долина Катманду (непальск. काठमाडौँ उपत्यका)                                   | Регион: Багмати    | —              | 1979                  | 121 | iii, iv, vi |
| 2 |             | Национальный парк Сагарматха и гора Эверест (непальск. सगरमाथा राष्ट्रिय निकुञ्ज) | Регион: Солукхумбу | —              | 1979                  | 120 | vii         |
| 3 |             | Национальный парк Читван (непальск. चितवन राष्ट्रिय निकुञ्ज)                     | Регионы: Нараяни   | —              | 1984                  | 284 | vii, ix, x  |
| 4 |             | Лумбини — место рождения Лорда Будды (непальск. लुम्बिनी)                    | Регион: Лумбини    | —              | 1997                  | 666 | iii, vi     |

## Предварительный список
В таблице объекты расположены в порядке их добавления в предварительный список. В данном списке указаны объекты, предложенные правительством Непала в качестве кандидатов на занесение в список всемирного наследия.
| #  | Изображение | Название                                                               | Местоположение     | Время создания   | Год внесения в список | №    | Критерии      |
| -- | ----------- | ---------------------------------------------------------------------- | ------------------ | ---------------- | --------------------- | ---- | ------------- |
| 1  |             | Архитектурный комплекс Панаути                                         | Регион: Багмати    | XIII — XVII века | 1996                  | 839  | i, iii, iv    |
| 2  |             | Тилауракот — археологические памятники древнего королевства Шакья      | Регион: Лумбини    |                  | 1996                  | 840  |               |
| 3  |             | Пещерная архитектура долины Муктинатх                                  | Регион: Мустанг    |                  | 1996                  | 841  |               |
| 4  |             | Средневековый дворцовый комплекс Горкха                                | Регион: Гандаки    |                  | 1996                  | 842  | i, iii, iv    |
| 5  |             | Ступа Рамаграма                                                        | Регион: Лумбини    | V век до н. э.   | 1996                  | 843  | i, iii, vi    |
| 6  |             | Памятники, связанные с производством горчичного масла в деревне Хокана | Регион: Багмати    |                  | 1996                  | 844  | i, iii, iv, v |
| 7  |             | Средневековый город Ло Мантанг                                         | Регион: Дхаулагири | XIV век          | 2008                  | 5256 | ii, v, vi     |
| 8  |             | Храмовый комплекс Ваджрайогини и поселение Санкху                      | Регион: Багмати    |                  | 2008                  | 5257 | iii, iv, vi   |
| 9  |             | Средневековое поселение Киртипур                                       | Регион: Багмати    | С XI века        | 2008                  | 5258 | iii, iv, vi   |
| 10 |             | Комплекс Ришикеш                                                       | Регион: Лумбини    | XV — XVIII века  | 2008                  | 5259 | ii, iii, vi   |
| 11 |             | Дворцовый комплекс Нувакот                                             | Регион: Багмати    | XVIII век        | 2008                  | 5260 | iii, vi       |
| 12 |             | Храм Рам Джанаки                                                       | Регион: Джанакпур  | XX век           | 2008                  | 5261 | ii, iii, vi   |
| 13 |             | Средневековый город Тансен                                             | Регион: Лумбини    | С XI века        | 2008                  | 5262 | iii, iv, vi   |
| 14 |             | Долина Синджа                                                          | Регион: Карнали    | XII — XIV века   | 2008                  | 5263 | ii, iii       |
| 15 |             | Храмовый комплекс Бхурти в Дайлекхе                                    | Регион: Бхери      |                  | 2008                  | 5264 | ii, iv        |